# Schilf (Heraldik)
Schilf ist eine gemeine Figur in der Heraldik und im Wappen eine nicht häufig genommene Pflanze. Dargestellt werden Schilfrohr oder Röhricht mit ein bis drei Pflanzen, aufrechtstehend und mit mehr oder weniger langen schmalen leicht abstehenden Blättern, deren Blattspitzen leicht gerollt oder abgeknickt sind. Mittig auf einem Stängel ein Blütenstand in zylindrischer Form (Rohrkolben) und mit oft abweichender Farbe zu den Blättern. Alle heraldischen Tingierungen sind möglich.
Als Rohr(-kolben) ist es eine Vorlage für ein redendes Wappen der Gemeinde Rohr AG in der Schweiz. Auch als redendes Wappen auf den Ortsnamen Rhede, so viel wie Ried oder Reet, war ein Rohrkolben im alten Wappen. Lehmkuhlens Ortsteil Rethwisch, in der Bedeutung Feuchtwiese mit Reth, hat auch hier dem redenden Wappen Pate gestanden.

Froschhausen
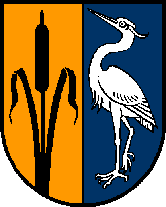
Haigermoos
Kolbermoor, redend
Lehmkuhlen
Maintal
Olching
Rohr/Aargau
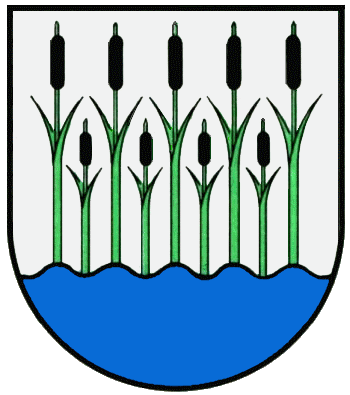
Rohrbach im Schwarzwald
Schachtebich
Schemmerhofen
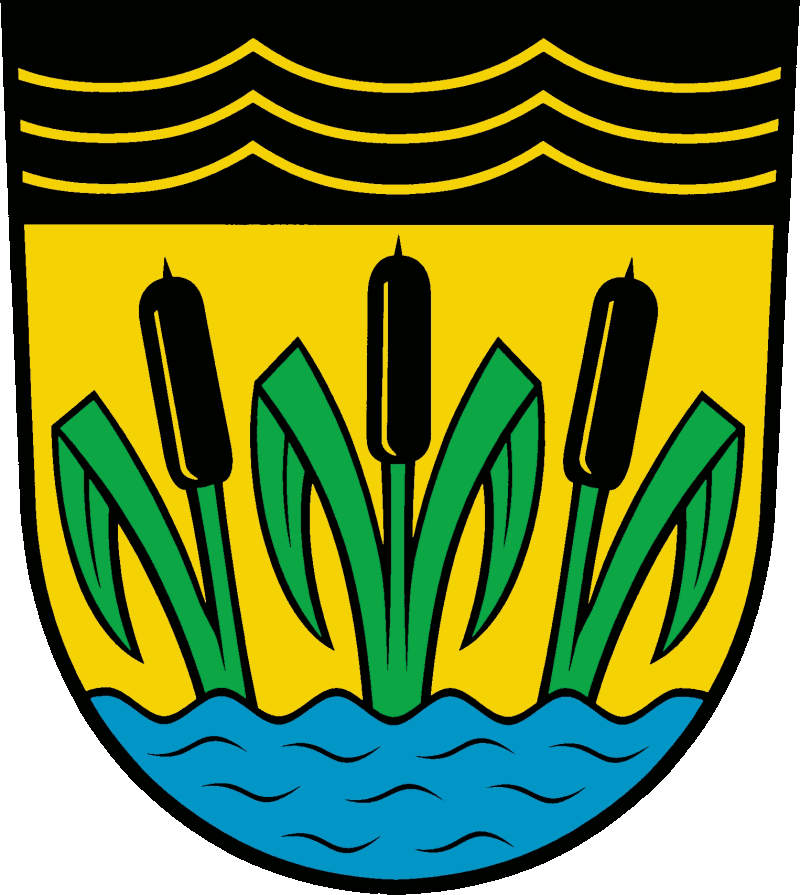
Teichland